# Phaeocedus
Phaeocedus es un género de arañas araneomorfas de la familia Gnaphosidae. Se encuentra en Eurasia. 

## Lista de especies
Según The World Spider Catalog 12.0:
- Phaeocedus braccatus (L. Koch, 1866)
- Phaeocedus fedotovi Charitonov, 1946
- Phaeocedus haribhaiius Patel & Patel, 1975
- Phaeocedus hebraeus Levy, 1999
- Phaeocedus mikha Levy, 2009
- Phaeocedus mosambaensis Tikader, 1964
- Phaeocedus nicobarensis Tikader, 1977
- Phaeocedus parvus O. Pickard-Cambridge, 1905
- Phaeocedus poonaensis Tikader, 1982